# Висока (гора)
Висо́ка — гора в Українських Карпатах, у масиві Горгани. Розташована на межі Івано-Франківського та Калуського районів Івано-Франківської області, на південний схід від села Осмолоди.

## Географія
Висота 1803,6 м. Лежить у північно-західній частині хребта Ігровище. Північні та східні схили гори дуже круті, важкопрохідні. Вершина і привершинні схили незаліснені, з кам'яними осипищами, місцями — криволісся з сосни гірської; нижче — лісові масиви.
На південь від вершини розташована гора Ігровець (1804,3 м), на північний схід — Середня (1639 м), на північний захід простягається хребет Матахів.
Найближчі населені пункти: Стара Гута, Осмолода.

## Галерея
| Вид із гори Висока на підйом з боку Осмолоди | Висока (вершина ліворуч) з боку села Осмолода | Підйом на гору Висока |